# کیم اوک-هوا
کیم اوک-هوا (انگلیسی: Kim Ok-hwa؛ زادهٔ ۱۱ اوت ۱۹۵۸) بازیکن هندبال اهل کره جنوبی بود.
از افتخارات وی میتوان به کسب مدال نقره در بازی‌های المپیک تابستانی ۱۹۸۴ اشاره‌کرد.